# Приднепровье (Смоленская область)
Приднепровье (ранее — Тыкали) — деревня в Краснинском районе Смоленской области России. Входит в состав Гусинского сельского поселения.

## Варианты названия
- Тыкали[1],
- Тикили[2].

## Географическое положение
Расположена в западной части области в 16 км к северо-западу от Красного, в 1 км южнее автодороги М1 «Беларусь», на берегу реки Днепр. В 2 км северо-восточнее деревни расположена железнодорожная станция О.п. 471-й км на линии Москва — Минск.

## История
Деревня образована после событий 1812 г. Возможно оставшимися французами, на поле где был бой и воины тыкали штыками, от сюда и историческое название Тыкали. в некоторых местах напротив через Днепр сохранились копаниры от русских пушек. Некоторые жители деревни имели имена Самусь, и их звали Самуси.
В годы Великой Отечественной войны деревня была оккупирована гитлеровскими войсками в июле 1941 года, освобождена в сентябре 1943 года.
В 1963 году указом Президиума Верховного Совета РСФСР деревня Тыкали Смоленского сельского района переименована в Приднепровье.